# Metal Church
Metal Church (v českém překladu Metalový kostel) je americká power/thrash metalová kapela založená roku 1980 ve městě San Francisco pod názvem Shrapnel. V roce 1982 se přejmenovala na Metal Church, tou dobou ji tvořili zpěvák David Wayne, kytaristé Kurdt Vanderhoof a Craig Wells, baskytarista Duke Erickson a bubeník Kirk Arrington. Kapela měla i jisté vazby na Metallicu.
Debutové studiové album se jmenuje Metal Church a vyšlo v roce 1984.

## Sestava
- Mike Howe – zpěv
- Kurdt Vanderhoof – kytara
- Rick Van Zandt – kytara
- Stet Howland – bicí
- Steve Unger – baskytara

## Diskografie

### Dema
- Red Skies (1981)
- Hitman (1982)
- Four Hymns (1982)
- Demo 1983 (1983)

### Studiová alba
- Metal Church (1984)
- The Dark (1986)
- Blessing in Disguise (1989)
- The Human Factor (1991)
- Hanging in the Balance (1993)
- Masterpeace (1999)
- The Weight of the World (2004)
- A Light in the Dark (2006)
- This Present Wasteland (2008)
- Generation Nothing (2013)
- XI (2016)
- Damned If You Do (2018)
- From the Vault (2020)

### Live alba
- Live in Japan (1998)
- Live (1998)
- Classic Live (2017)

+ singly